# Speedcam Anywhere
Speedcam Anywhere és una aplicació per telèfon mòbil que permet detectar la velocitat a la que circulen els vehicles fotografiats amb la mateixa apliació.
Aquesta aplicació fa ús d'un sistema d'intel·ligència artificial que pot mesurar de forma acurada i verificable la velocitats dels vehicles utilitzant la càmera de fotos dels telèfons mòbils. La càmera del mòbil amb aquesta aplicació captura une breu seqüència del pas dels vehicles i aquesta és pujada a un servidor que l'analitza amb intel·ligència artificial. El servidor llavors mesura la velocitat del vehicle a partir del vídeo, comprova la velocitat d'aquests vehicle i les implicacions dels límits de velocitat actuals, i proporciona un informe que mostra l'evidència de la velocitat del vehicle, proporcionant a més, informes de carretera generats amb seguretat i identificant punts calents de circulació amb excès de velocitat. Aquest sistema d'enregistrament però no és legal a tot els països, i l'aplicació té restriccions d'ús de moment segons la legislació de circulació de vehicles de cada país. Al Regne Unit d'on és originària l'aplicació, la legislació permet capturar fotografies de propietats privades en un espai públic, i no es permet que ningú pugui restringir la captura de fotos en espais públics, però les fotografies capturades no poden mostrar persones menors de 18 anys.
En mode Pro, Speedcam Anywhere té una precisió de +/-2 mph. Speedcam Anywhere no es basa en cap sensor que requereixi calibratge. Les dues úniques mesures que utilitza són la longitud de la distància entre eixos del vehicle i les marques de temps de vídeo extretes del rellotge intern del telèfon. El rellotge del telèfon és substancialment més precís del que cal per mesurar la velocitat d'un vehicle a partir d'un vídeo. En el mode bàsic, la precisió és al voltant de +/- 10% de la velocitat del vehicle. Els errors seran més grans per als vehicles de mida no estàndard.
Els desenvolupadors d'aquesta aplicació eren gent de renom a Silicon Valley i provenien d'universitats de renom al Regne Unit, però tot i així tingueren problemes a l'hora de promocionar l'aplicació, ja que en un primer moment aquesta for bloquejada per Google Play assegurant que l'aplicació "no podia esbrinar la velocitat a la que va un vehicle". Però ràoidament la companyia demostrà que aquesta afirmació era errònia i oferí una demostració sobre la seva tecnologia.
La facilitat d'ús de l'aplicació va provocar crítiques per temes de privadesa. La possibilitat que qualsevol persona pugui delatar excessos de velociat i denunciar infraccions, provocà una resposta agressiva per part de conductors que iniciaren una campanya d'enviament massiu de correus electrònics als creadors de l'aplicació. Per això els creadors d'aquesta aplicació es mantenen en l'anonimat espantats per les crítiques, tot i les seves intencions inicials amb l'aplicació de reduir els accidents de trànsit facilitat la detecció d'excessos de velocitat.